# Эртогрул
Эртогрул (осман. أرطغرل‎ / Ertuğrul; ум. 1281/1282) — туркмен (представитель огузско-туркменского племени кайи) правитель, отец основателя Османской династии Османа I. Правил в середине XIII века на территории, получившей название Османский бейлик, с центром в городе Сёгют.

## Происхождение
На данный момент считается доказанным, что отцом Эртогрула был Гюндюз Альп, благодаря найденной монете с надписью «Осман б. Эртогрул б. Гюндюз Альп».
В османской историографии с самого начала не было единого мнения о том, кто является отцом Эртогрула. Все свидетельства указывают на то, что Эртогрул был отцом Османа, но традиционная генеалогия, называющая Сулейман-шаха дедом Османа, не опирается на факты. Имя Сулейман-шаха, детали его жизни и смерти впервые появилось в «Истории» Шукруллы (около 1460), в работах Оруча (около 1467), Ашик Паша-оглу и аль-Баятли (после 1480 года). Все эти рассказы отличаются друг от друга в деталях, но все приписывают Сулейман-шаху то, что он привёл своих последователей в Анатолию с Востока, и все содержат ту же историю о том, как он решил вернуться в Туркестан, но утонул, пытаясь пересечь Евфрат, предоставив своему сыну Эртогрулу вернуться в Анатолию.
Параллельно развивалась альтернативная генеалогия, называвшая дедом Османа не Сулейман-шаха, а Гюндюз Альпа. Фигуры Гюндюза Альпа и Гёк Альпа, возникли в первой четверти XV века в работах Ахмеди (1334—1413) и Языджизаде Али в качестве компаньонов отца Османа Эртогрула. Эти же фигуры появились снова в стихах Энвери (ум. в XVI веке), но они больше не были просто компаньонами Эртогрула: Гюндюз Альп и Гёк Альп стали братьями; Гюндюз Альп также стал отцом Эртогрула. «История Османской империи», которую «нишанджи» (от персидского слова nishan — знак, письмо князя — тайный секретарь турецкого султана, руководитель канцелярии, хранитель печати) Мехмеда II, Караманлы Мехмед-паша, завершил около 1480 года, вносит дополнительные изменения. В его версии Гёк Альп был отцом Гюндюз Альпа, сыном которого был Эртогрул.
Именно Нешри (1450—1520) сделал решающий выбор между этими двумя версиями османского происхождения. В черновик рукописи своей «Истории» он включил оба варианта, но добавил, что «широко известно», что Сулейман-шах был отцом Эртогрула и дедом Османа. Он пришёл к выводу, что Эртогрул, который произошел от Гёк Альпа и Гюндюза Альпа, должен был быть другим человеком, и опустил эту генеалогию из более поздних версий своей работы. После Нешри Сулейман-шах официально стал считаться дедом Османа.

## Биография

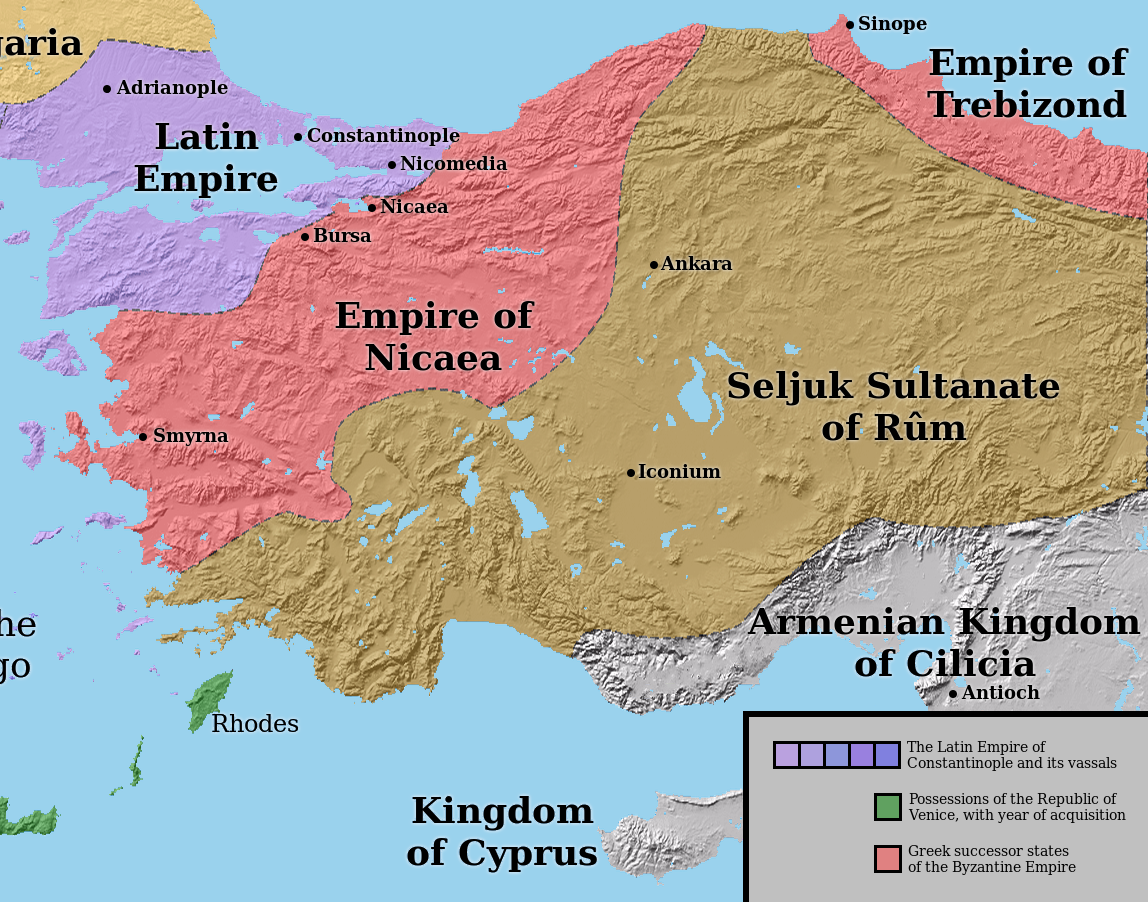
Приблизительные границы Латинской и раздробленной Византийской империй (Никеи, Трапезунда и Эпира) после Четвёртого крестового похода, около 1204

Биография Эртогрула легендарна. Он не упоминается ни в одном современном ему источнике. Из османских источников самый ранний дошедший до нас — Хроника дома Османов (Тева-рих-и аль-и Осман) Ашик Паша-оглу, начатая в 1476 году (через два века после смерти Эртогрула). Первым известным османским летописцем был Яхши Факых (ум. после 1413). Им составлена хроника Османской истории от Османа I (1299—1324 годы) до Баязида I (1389—1402 годы), которая называлась «Описания подвигов дома Османов до Йылдырым-хана». Оригинала этой хроники не обнаружено. Считается, что хроника Яхши Факыха почти дословно вошла в труды позднейших турецких летописцев. Единственным вещественным доказательством существования Эртогрула как исторического лица являются две монеты с надписями «Осман б. Эртогрул б. Гюндюз Альп» и «Осман б. Эртогрул», которые хранятся в коллекциях музея Топкапы.
Орудж-бек писал: «Отец Османа, как говорят, был очень низкого происхождения: простой солдат по имени Эртогрул».
Турецкая историческая традиция гласит, что Алаэддин Кей-Кубад пожаловал Эртогрулу удж (окраинная область султаната) в удел. Все османские источники пересказывают эту легенду в различных вариантах. Согласно одному из них, часть племени кайы откочевала в Анатолию из Средней Азии, где предводители кайы некоторое время находились на службе у правителей Хорезма. Небольшое подразделение кайы (400—500 шатров) во главе с Эртогрулом, спасаясь от набегов монголов, направилось во владения сельджукского султана Алаэддина Кей-Кубада и обратилось к нему за покровительством. Согласно другому, откочевав в Малую Азию, Эртогрул со своим отрядом воинов оказался на поле боя двух неизвестных ему отрядов воинов. Посоветовавшись со своими людьми, он по-рыцарски принял сторону проигрывавших, тем самым изменив соотношение сил и обеспечив им победу. Это были войска султана Алаэддина Кей-Кубада, сражавшиеся с отрядом монголов. Земельный надел был наградой Эртогрулу от султана. При этом Эртогрул дал обязательство отражать нападения Византии, стремящейся вернуть эти ранее принадлежащие ей земли. Нешри указывает, что это могла быть битва при Эрзинджане 1230 года, где туркменские племена помогли Алаэддину одержать победу над Хорезмшахом Джелаладдином, возможно также, что в 1231/32 году отряд Эртогрула захватил для Алаэддина Афьонкарахисар. О походах Алаэддина есть информация в византийских источниках и у ибн Назифа (Сирия).

Бейлики в 1302 году:* 1 Чобаногуллары * 2 Караманогуллары * 3 Инанчогуллары (Ладик) * 4 Сахиб-атаогуллары * 5 Перванеогуллары * 6 Ментешеогуллары * 7 Эшрефогуллары * 8 Джандарогуллары * 9 Карасыогуллары * 10 Османогуллары * 11 Гермияногуллары * 12 Хамидогуллары * 13 Саруханогуллары
- A Трапезундская империя * B Византийская империя (до 1261 Никейская империя) * C Латинская империя * D Киликийская Армения * E Государство сельджуков

Точно не известно, каков по размеру был этот удж. Известно только, что эти земли располагались недалеко от Эскишехира. Можно считать, что удж включал в себя окрестности города Сёгют и пастбища в горах Доманич. Они стали основой бейлика, который сейчас называется Османский или Османогуллары. Удж Эртогрула граничил с византийскими землями (Никейской империей), что давало возможность совершать набеги для обогащения на земли христиан. Эта возможность привлекала в отряды Эртогрула искателей добычи. Когда во второй половине XIII века правители других анатолийских бейликов, стремясь увеличить свои земли, воевали между собой, воины Эртогрула (а затем и Османа) выглядели борцами за веру. Кроме того, население окраин Византийской империи было недовольно налоговой политикой Константинополя, что облегчало захват земель. Точный размер и границы земель, находившихся под контролем Эртогрула к моменту его смерти, неизвестны.
Усилению кайа и расширению территории бейлика способствовала борьба Конийского султаната с монголами. Алаэддин платил им дань с 1236 года, а в 1243 году в битве при Кёсе-даге новый султан, Кей-Хосров II, потерпел сокрушительное поражение. Кайа тоже были вынуждены согласиться платить дань монголам.
Дата смерти Эртогрула указывается различными источниками как 1281/82 или 1288/89 год. Обе даты легендарны, но в последнее время официально признана первая. Также легенды гласят, что Эртогрул скончался в возрасте 80—90 лет. Нешри указывает, что Эртогрул прожил 93 года.
После смерти Эртогрула власть перешла к его сыну, Осману I, основателю Османской династии и первому монарху Османского государства.

## Память

Памятник Эртогрулу-газы, Ашхабад, Туркменистан

- В честь Эртогрула был назван фрегат флота Османской империи[20].
- В честь Эртогрула была названа мечеть в Ашхабаде[21].

## Образ в искусстве

### В кино
- «Возрождение: Эртугрул» (2014—2019) — Эртогрул является главным героем этого турецкого телесериала, роль исполнил Энгин Алтан Дюзьятан.
- «Основание: Осман» (2019) — роль Эртогрула сыграл Тамер Ийгит[англ.].